# Skyfire
Skyfire est un navigateur web pour Android 1.5 et plus, Windows Mobile 5 et 6 et Symbian S60 v3. 
Sa version 1.0 a été présentée le 27 mai 2009.
Les versions 1.x sont compatibles avec les systèmes Symbian et Windows Mobile, tandis que les versions 2.x sont compatibles Android uniquement.